# Les Gardes rouges du lac Hong

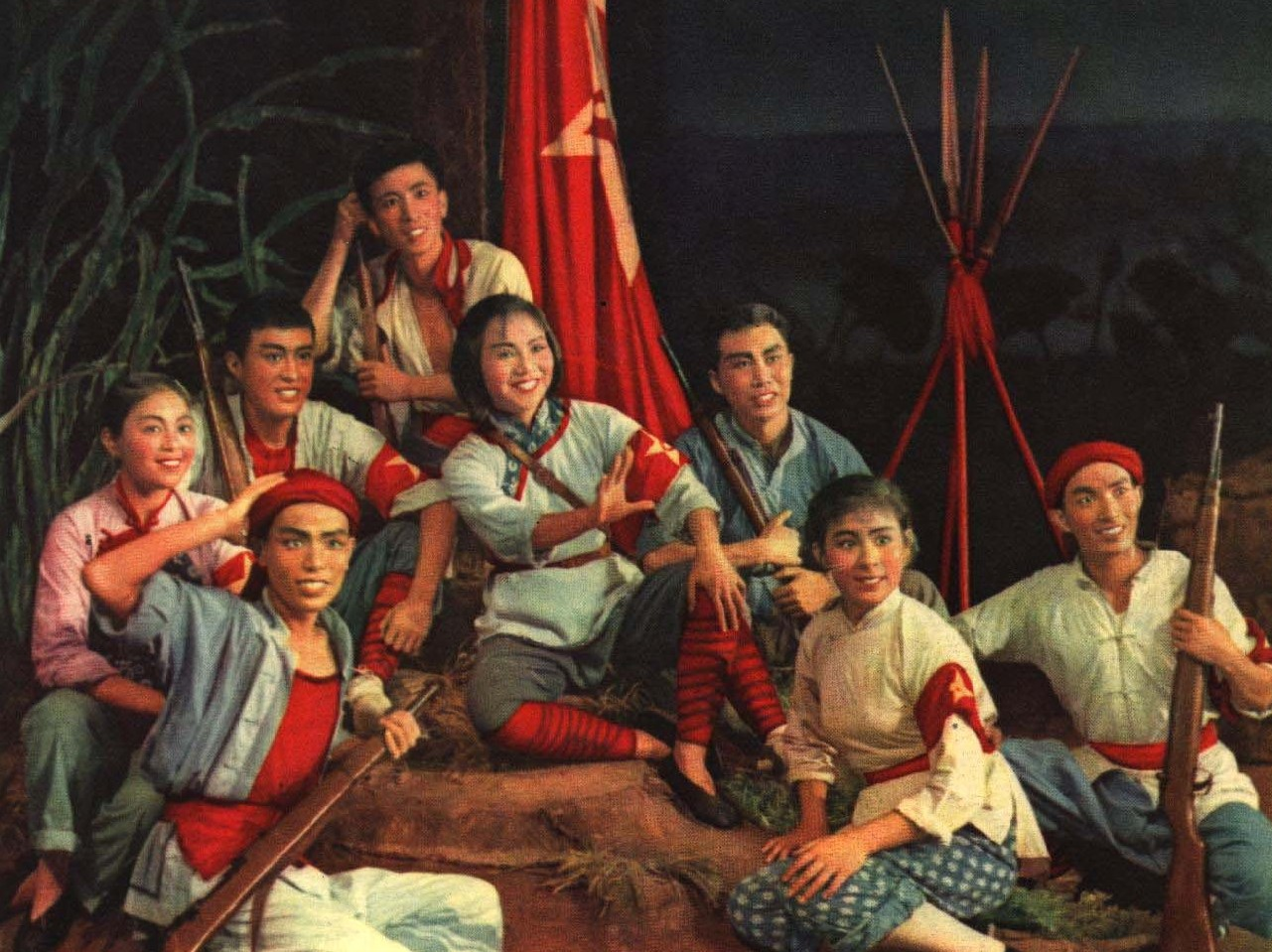
Représentation de l'opéra en mai 1962

Les Gardes rouges du lac Hong (chinois : 洪湖赤卫队 ; pinyin : Hónghú chìwèiduì), parfois traduit en Les Gardes rouges du Lac Hong Hu, est une œuvre d'opéra chinoise de 1959 décrivant l'activité des gardes rouges sur le lac Hong au cours des années 1920 et 1930, lors de la révolution communiste chinoise. Cette œuvre a également fait l'objet de diverses adaptations au cinéma et à la télévision. La pièce est écrite collectivement par la « troupe d'opéra expérimental de la province de Hubei » (chinois : 湖北省实验歌剧团) et sa version écrite est publiée en 1960 par les éditions populaires de la province du Hubei (chinois : 湖北人民出版社).